# Dolní Lažany (Lipová)
Dolní Lažany (německy Unter Losau) jsou malá vesnice, část obce Lipová v okrese Cheb v Karlovarském kraji. Nachází se asi 1,5 kilometru jihovýchodně od Lipové. Je zde evidováno 12 adres. V roce 2011 zde trvale žilo 31 obyvatel.
Dolní Lažany leží v katastrálním území Dolní Lažany u Lipové o rozloze 3,28 km².

## Historie
První písemná zmínka o vesnici pochází z roku 1348.

## Obyvatelstvo
Při sčítání lidu v roce 1921 zde žilo 120 obyvatel, z nichž bylo 116 obyvatel německé národnosti a čtyři byli cizozemci. K římskokatolické církvi se hlásilo 119 obyvatel, jeden k evangelické.
| Rok            | 1869 | 1880 | 1890 | 1900 | 1910 | 1921 | 1930 | 1950 | 1961 | 1970 | 1980 | 1991 | 2001 | 2011 | 2021 |
| -------------- | ---- | ---- | ---- | ---- | ---- | ---- | ---- | ---- | ---- | ---- | ---- | ---- | ---- | ---- | ---- |
| Počet obyvatel | 128  | 144  | 102  | 104  | 135  | 120  | 144  | 53   | 44   | 49   | 40   | 36   | 29   | 31   | 28   |
| Počet domů     | 20   | 21   | 21   | 20   | 18   | 19   | 21   | 17   | -    | 12   | 9    | 12   | 12   | 11   | 14   |

## Obecní správa
Při sčítání lidu v letech 1850–1959 Dolní Lažany byly osadou obce Mýtina v okrese Cheb. Od roku 1960 jsou částí obce Lipová v okrese Cheb.

## Pamětihodnosti
Dolní Lažany jsou od roku 1995 chráněny jako vesnická památková zóna. Kromě toho jsou ve vesnici ještě samostatně chráněny jako kulturní památky
- venkovská usedlost čp. 3 z doby kolem roku 1800[12]
- venkovská usedlost čp. 5 z přelomu 18. a 19. století.[13]